# ريتش ويتني
ريتش ويتني (بالإنجليزية: Rich Whitney)‏ هو محامي أمريكي، ولد في 21 أبريل 1955 في بريدجبورت في الولايات المتحدة.